# 763
Évszázadok: 7. század – 8. század – 9. század
Évtizedek: 710-es évek – 720-as évek – 730-as évek – 740-es évek – 750-es évek – 760-as évek – 770-es évek – 780-as évek – 790-es évek – 800-as évek – 810-es évek
Évek: 758 – 759 – 760 – 761 –  762 – 763 – 764 – 765 – 766 – 767 – 768

## Események

### Európa
- V. Kónszantinosz bizánci császár a bolgárok ellen visel hadat, miután azok az előző évben feldúlták a határvidéket. Az ankhialoszi csatában legyőzi a bolgárokat, Konstantinápolyban felvonultatja a hadifoglyokat, majd kivégezteti őket.
- II. István, Nápoly hercege felmondja a képromboló bizánci császárnak tett hűségesküjét és I. Pál pápa vazallusává válik.
- Kis Pippin folytatja aquitániai hadjáratát. Elfoglalja Poitiers-t, Limoges-t és Angoulême-et és feldúlja a Aquitániai Hercegség középső régióját.
- Meghal V. Bridei pikt király. Utóda I. Ciniod.
- Al-Manszúr abbászida kalifa hétezres sereget küld Andalúziába, hogy döntsék meg az oda menekült Omajjád emír, Abd al-Rahmán uralmát. A kisebb erőkkel rendelkező emír Carmona városába húzódik vissza, amit az abbászida sereg ostrom alá vesz. Két hónap elteltével Abd al-Rahmán meglepetésszerűen kitör a városból és teljes győzelmet arat az ostromlók felett; a fővezér fejét besózva elküldi a mekkai zarándoklaton lévő kalifának.

### Kína
- A lázadó Jen-dinasztia hívei demoralizálódnak, nyilvánvalóvá válik, hogy nem győzhetnek és tömegesen állnak át a Tang-dinasztiához. Februárban a lázadás aktuális vezetőjét, Si Csao-jit legyőzik, ő pedig inkább felakasztja magát, mint hogy elfogják. A felkelés véget ér.
- A kínaiak belviszályát kihasználva Triszong Decen tibeti császár 200 ezres hadsereget küld Kínába, amely megszállja a nyugati prefektúrákat, majd meglepetésszerű támadással  sikerül elfoglalnia Csangant, a fővárost is. Egy hónappal később a kínai ellentámadás visszaveszi a fővárost.

## Születések
- Hárún al-Rasíd, abbászida kalifa

## Halálozások
- V. Bridei, pikt király
- Si Csao-ji, a Jen-dinasztia császára
- Csien-csen, kínai buddhista szerzetes

## Fordítás
- Ez a szócikk részben vagy egészben  a(z)   763 című angol Wikipédia-szócikk ezen változatának fordításán alapul.  Az eredeti cikk szerkesztőit annak laptörténete sorolja fel. Ez a jelzés csupán a megfogalmazás eredetét és a szerzői jogokat jelzi, nem szolgál a cikkben szereplő információk forrásmegjelöléseként.